# Federatie der Islamitische Gemeenten in Suriname
De Federatie der Islamitische Gemeenten in Suriname (FIGS) is een Surinaams genootschap van islamitische Javaanse Surinamers.
De organisatie werd eind jaren 1970 opgericht als afsplitsing van Perhimpunan Ahmadiy Islam (opgericht in 1959) en kende rond de oprichting tientallen deelnemende moskeeën. Bij de federatie zijn westbidders aangesloten, aanhangers die vasthouden aan de tradities uit Java; westbidders verwijst naar de gewoonte aldaar om naar het Westen te bidden. Ervoor, in 1971, hadden de oostbidders zich afgescheiden en Asjafia Islam opgericht.
De FIGS is aangesloten bij de koepelorganisatie Madjilies Moeslimien Suriname.